# توره د پاسری
توره د پاسری (به ایتالیایی: Torre de' Passeri) یک کومونه در ایتالیا است که در استان پسکارا واقع شده‌است. توره د پاسری ۵٫۹۳ کیلومتر مربع مساحت و ۳٬۱۷۷ نفر جمعیت دارد و ۱۷۲ متر بالاتر از سطح دریا واقع شده‌است.